# VLT Survey Telescope
El VLT Survey Telescope (VST) fue el último telescopio que se añadió al Observatorio Paranal, perteneciente al Observatorio Europeo del Sur, en el desierto de Atacama del norte de Chile. Está alojado en un recinto adyacente al Very Large Telescope (VLT) con cuatro telescopios ubicados en la cima del cerro Paranal. El VST es un telescopio de gran capacidad de rastreo, con un campo de visión equivalente a dos veces el ancho de la luna llena. Es el telescopio más grande del mundo diseñado exclusivamente para rastrear el cielo con luz visible.
El programa VST es una colaboración entre el Observatorio Astronómico de Capodimonte (OAC), Nápoles, Italia, y el Observatorio Europeo del Sur (ESO) iniciado en 1997. La OAC es uno de los miembros del Istituto Nazionale di Astrofisica (INAF), y fue el que creó un instituto independiente para la coordinación de los aspectos tecnológicos y científicos del proyecto, llamado VST Centro a Napoli (VSTceN). VSTcen fue fundada y dirigida por Massimo Capaccioli del proyecto VST, y alojado en la OAC. ESO y VSTceN colaboraron en la fase de comisión, mientras que ESO fue el responsable de las obras de ingeniería civil y colocar la cúpula en el sitio. El telescopio ha comenzado a realizar observaciones y ESO es el único responsable de la gestión de sus operaciones y mantenimiento.

## Información Técnica

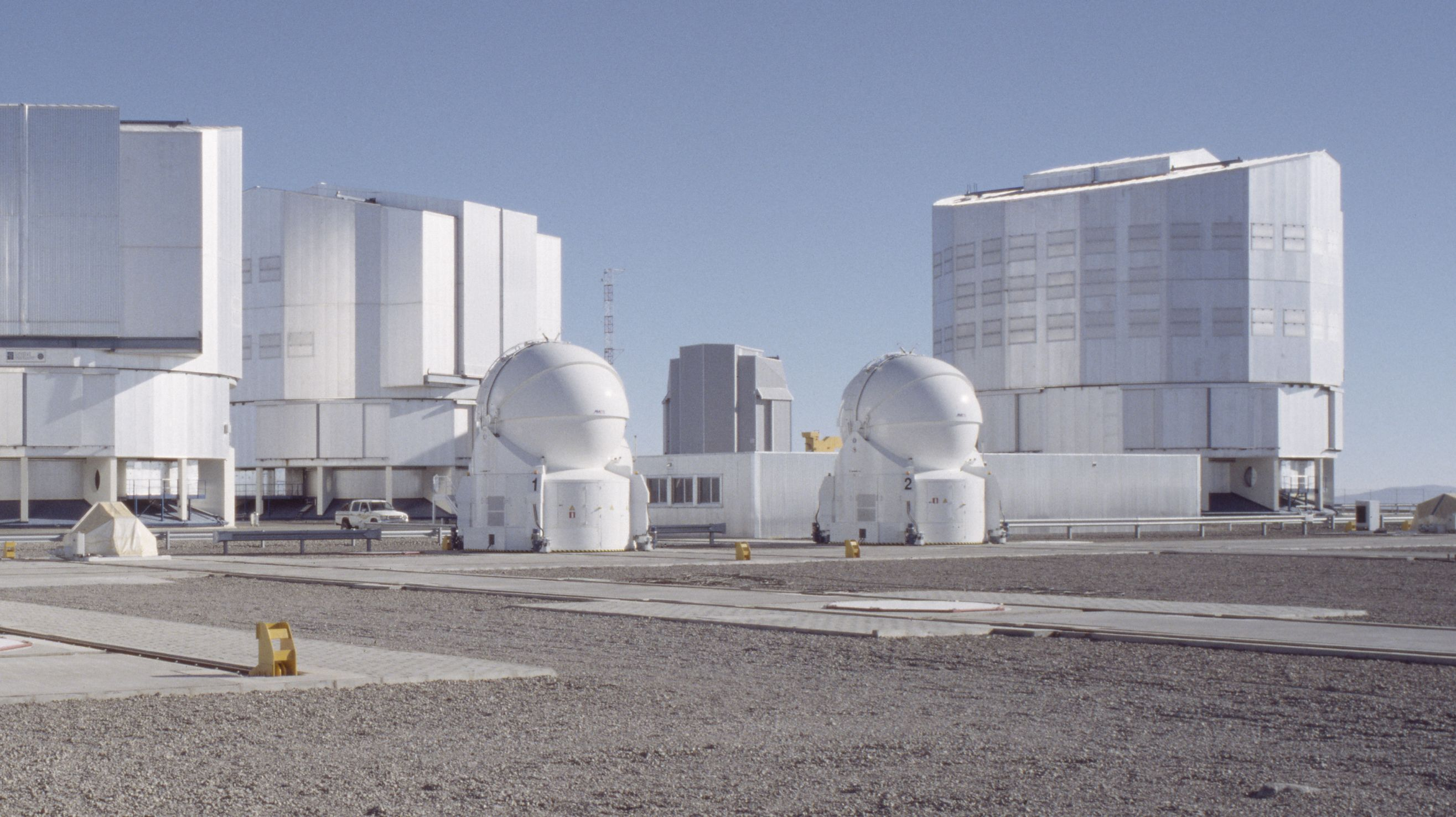
La cúpula del VST entre los telescopios del VLT. Se encuentra en el fondo entre dos de los telescopios auxiliares del VLT (Cajas pequeñas redondas).

El VST Survey Telescope cuenta con un espejo primario de 2,65 metros de diámetro, que comenzó a ser construido a partir del año 2007 y fue finalizado en 2011 en el Observatorio Paranal, ubicado en Chile. Cuenta con un campo de visión de un grado cuadrado (aproximadamente cuatro lunas llenas) y su principal función científica es la de servir como un instrumento de amplio campo de visión para explorar la estructura a gran escala del Universo (solo visible desde el hemisferio sur), capaz de identificar los candidatos más adecuados para el examen detallado por parte del VLT Junto con su cámara OmegaCAM, el VST es capaz de obtener una alta resolución angular (0,216 segundos de arco / pixel), y es capaz de realizar proyectos de búsqueda independientes en la parte visible del espectro.

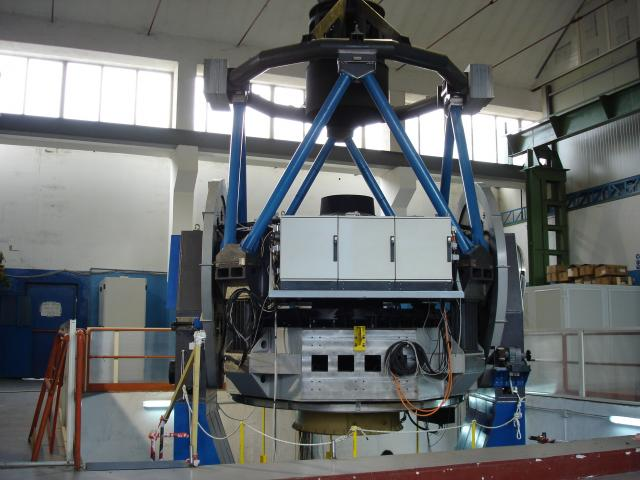
El VST en el lugar de armado en Italia

### Óptica del telescopio

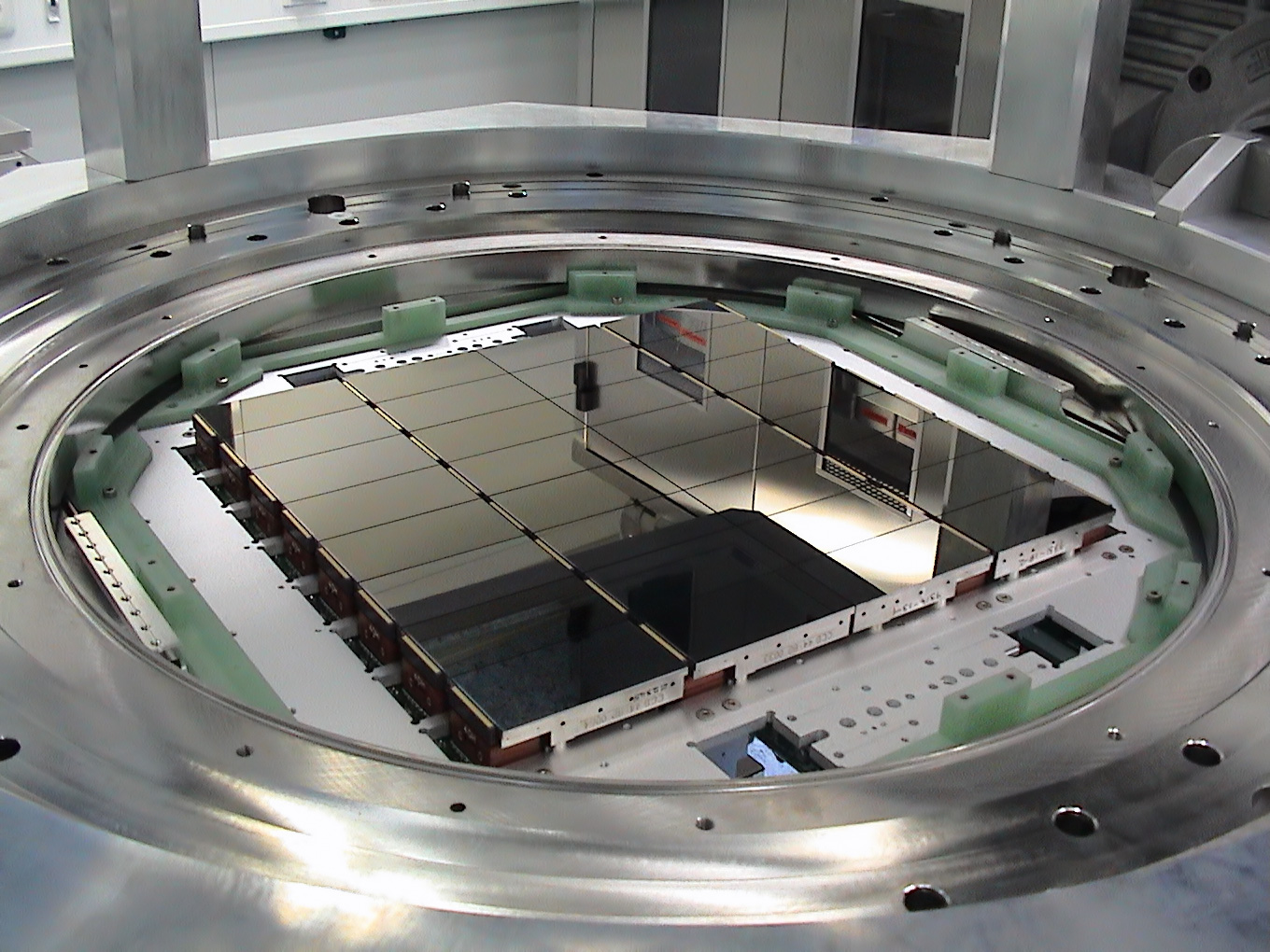
La cámara OmegaCAM se encuentra en el corazón del VST. Esta imagen muestra sus detectores CCD 32 que juntos crean imágenes de 268 megapíxeles.

El telescopio tiene dos espejos, un espejo primario (M1) y un espejo secundario más pequeño (M2), que reflejan la luz del cielo hasta la cámara OmegaCAM. Ambos espejos están hechos de un material cerámico cristalino llamado Sitall, elegido por su bajo coeficiente de expansión térmica. El espejo primario VST es el más grande de los dos, con un diámetro de 265 cm y un espesor de 14 cm. El espejo secundario es menos de la mitad del tamaño del M1 con un diámetro de solo 93,8 cm y un grosor de 13 cm, hechos con componentes ópticos originales del VST fabricados en la Lytkarino Glass Factory en Moscú, que fueron aceptados en septiembre de 2001.
Un sistema controlado por computadora controla la posición del M1 y la posición del M2. Esta tecnología conserva la calidad óptica de la imagen manteniendo los espejos perfectamente posicionados en todo momento. El M1 se remodela continuamente por una red accionadora de 84 motores axiales distribuidos bajo la superficie del espejo y 24 radiales dislocados lateralmente. También en la celda del espejo primario existe otro instrumento capaz de modificar la configuración óptica del telescopio al pasar por un corrector compuesto por un doble conjunto de lentes, a un corrector de dispersión atmosférica (ADC) compuesto por un conjunto de contra-rotaciones de prismas, capaz de corregir los fenómenos de dispersión óptica debido a la variación de la masa de aire inducidas por el cambio del ángulo de altitud. El espejo secundario es activamente controlado por una plataforma deformable capaz de inclinar el espejo durante la exposición. El sistema óptico también incluye un sensor de ondas frontal, montado bajo la celda del espejo primario junto con el sistema de guía local, capaz de proporcionar la retroalimentación para la corrección óptica. Estos sistemas dan al VST la capacidad de ser autónomo en términos de orientación, seguimiento y control de la óptica.

### OmegaCAM: La Cámara del VST
En su foco Cassegrain, el VST alberga una cámara de gran capacidad de imagen (OmegaCAM), que comprende un mosaico de 32 2Kx4K CCDs (268 megapíxeles), y es producida por un consorcio internacional entre los Países Bajos, Alemania, Italia, y la ESO. Las características de diseño del OmegaCAM incluyen cuatro cámaras CCD auxiliares, dos autoguiados y dos para el análisis de imágenes en línea. Hasta 12 filtros pueden ser utilizados, que van desde el ultravioleta hasta acercarse al infrarrojo. El sistema detector opera en vacío a aproximadamente -140 grados Celsius detrás de una gran ventana. Esta ventana no solo protege a los detectores del aire y la humedad, sino que también actúa como una lente correctora adicional.

La cámara OmegaCAM se encuentra en el corazón del VST. Esta imagen muestra que sus detectores CCD 32 juntos crean imágenes de 268 megapíxeles.

## Rastreos del VST
La función principal del VST es apoyar al Very Large Telescope proporcionando rastreos, ambos han hecho amplios estudios a través de imágenes de varios colores y búsquedas más específicas para los objetos astronómicos raros. Tres de ellos ya se han planificado como parte del Proyecto de Rastreos Públicos, que se prevé llevará cinco años para llevarse a cabo. Estos incluyen los rastreos del Kilo-Degree (KIDS), el VST ATLAS, la fotométrica VST Hα y los rastreos del Plano Galáctico Sur (VPHAS). Se centrarán en una amplia gama de temas astronómicos a partir de la búsqueda de los cuásares altamente energéticos para entender la naturaleza de la energía oscura. Más información acerca de los rastreos se puede encontrar en el sitio web oficial del Observatorio Europeo del Sur: The VST surveys - ESO Chile (enlace roto disponible en Internet Archive; véase el historial, la primera versión y la última).

## Construcción
La construcción de la VST sufrió varios contratiempos. El primer espejo primario fue destruido en 2002 durante su traslado desde Europa a Chile. El M2 también fue ligeramente dañado durante el transporte, y tuvo que ser enviado para su reparación. Aunque se aplicó una serie de medidas de emergencia para resolver estos problemas con un impacto mínimo sobre el calendario VST, el telescopio sufrió retrasos. M2 fue reparado y una réplica M1 fue construido. La prueba se terminó en Italia y el telescopio se desmontó, pintó y lleno, luego se enviaron y se montaron en Paranal. Las primeras piezas llegaron en junio de 2007, y se completó la primera fase de la integración en Paranal, en abril de 2008. Las primeras imágenes del VST fueron presentadas el 8 de junio de 2011.

## Ciencia con la VTS

Cúmulo globular Omega Centauri visto por el VST

En la ciencia planetaria, el telescopio de rastreo tiene como objetivo descubrir y estudiar cuerpos remotos del sistema solar como objetos transneptunianos, así como la búsqueda del tránsito de los planetas extrasolares. El plano galáctico también será estudiado extensamente con el VST, que buscará las encontrar la huellas de las interacciones en la Vía Láctea, y proporcionará a los astrónomos datos cruciales para comprender la estructura y la evolución de nuestra galaxia. Un poco más lejos, el VST explorará las galaxias cercanas, extragalácticas e incluso las nebulosas planetarias, y llevará a cabo los rastreos de objetos débiles. El telescopio también escudriñara el universo distante para ayudar a los astrónomos a encontrar respuestas a las preguntas de larga data en la cosmología. Se centrará en las supernovas para ayudar a precisar la escala de distancia cósmica y entender la expansión del Universo. El VST también buscará estructuras cósmicas en los núcleos activos de las galaxias y cuásares para mejorar nuestra comprensión de la formación de galaxias y la historia temprana del Universo.

Vista del VST del triplete de Leo y más allá

A través de los rastreos del VST ATLAS, el telescopio apuntará a una de las preguntas más fundamentales de la astrofísica actual: la naturaleza de la energía oscura. El rastreo tiene como objetivo detectar las oscilaciones de pequeña amplitud conocidas como ondulaciones 'baryon' que se pueden detectar en el espectro potencial de las galaxias y que son la huella de las ondas de sonido en el Universo temprano en la distribución de la materia. El estado de ecuación de la energía oscura se puede determinar mediante la medición de las características de estas oscilaciones. Extrapolando a partir de rastreos anteriores, es muy probable que el VST realice algunos descubrimientos inesperados con importantes consecuencias para la comprensión actual del Universo.

## Primeras imágenes del VST

Foto de la Nebulosa Carina tomada luego de la inauguración por parte de Sebastián Piñera, el presidente de Chile.

La primera imagen tomada por el VST (arriba a la izquierda) muestra la espectacular región de formación estelar del Messier 17, también conocida como la Nebulosa Omega o la Nebulosa del Cisne, que antes jamás había sido visto. Esta vasta región de gas, polvo y estrellas jóvenes calientes se encuentra en el corazón de la Vía Láctea, en la constelación de Sagitario (el Arquero). El campo de vista del VST es tan grande que toda la nebulosa, incluyendo sus partes externas más débiles, es capturada y conserva su extraordinaria nitidez en toda la imagen. Los datos fueron procesados con el sistema de software de Astro-WISE desarrollado por EA Valentijn y colaboradores en Groningen y otros lugares.
La segunda imagen liberada por el VST (izquierda) puede ser el mejor retrato del cúmulo globular Omega Centauri jamás antes hecho. Omega Centauri, en la constelación de Centaurus (El Centauro), es el cúmulo globular más grande en el cielo, pero el muy amplio campo de visión del VST y su potente cámara OmegaCAM puede abarcar incluso las débiles regiones exteriores de este objeto espectacular. La región izquierda de la imagen incluye cerca de 300.000 estrellas. Los datos fueron procesados mediante el sistema VST-Tube desarrollado por A. Grado y colaboradores del Observatorio INAF-Capodimonte.
La tercera imagen liberada por el VST (derecha) muestra un triplete de galaxias brillantes en la constelación de Leo (El León), junto con una multitud de objetos más débiles: las galaxias de fondo distante mucho más estrechos y estrellas de la Vía Láctea. La imagen hace alusión a la potencia de la VST y OmegaCAM para la topografía del universo extragaláctico y para el mapeo de los objetos bajos de brillo del halo galáctico. La imagen de la izquierda es un compuesto creado por la combinación de exposiciones tomadas a través de tres filtros diferentes. La luz que pasa a través de un filtro de infrarrojo cercano era de color rojo, la luz roja es de color verde, y la luz verde es de color magenta.